# Шершньова Віра Дмитрівна
Шершньова Віра Дмитрівна (17 вересня 1906, Одеса, Російська імперія — 18 листопада 1978, Москва, РРФСР) — українська радянська кіноакторка.

## Біографічні відомості
Закінчила Одеський кінотехнікум (1931).
У 1931—1932 рр. — акторка Одеської кінофабрики, у 1932—1941 і 1943—1946 — Київської кіностудії, в 1941—1943 — Ташкентської кіностудії, в 1943 — кіностудії «Союздітфільм».
З 1961 року — акторка кіностудії ім. М. Горького.

## Фільмографія
Знялась в українських кінокартинах:
- «Право батьків» (1931, молода мати),
- «Штурмові ночі» (1931),
- «Народження героїні» (1932, студентка Гаркуша),
- «Молодість» (1934, комсомолка Лєна),
- «Я люблю» (1936, Настя),
- «Прометей» (1936, епізод),
- «Велике життя» (1939, 1 с, шахтарка Соня),
- «Олександр Пархоменко» (1942, Ліза)
- «Велике життя. 2 серія» (1946)

Грала також у фільмах:
- «Два бійці» (1943, Тася),
- «Велике життя» (1958, 2 с, Соня),
- «Два життя» (1961, хазяйка майстерні) та ін.